# Ngựa hồng

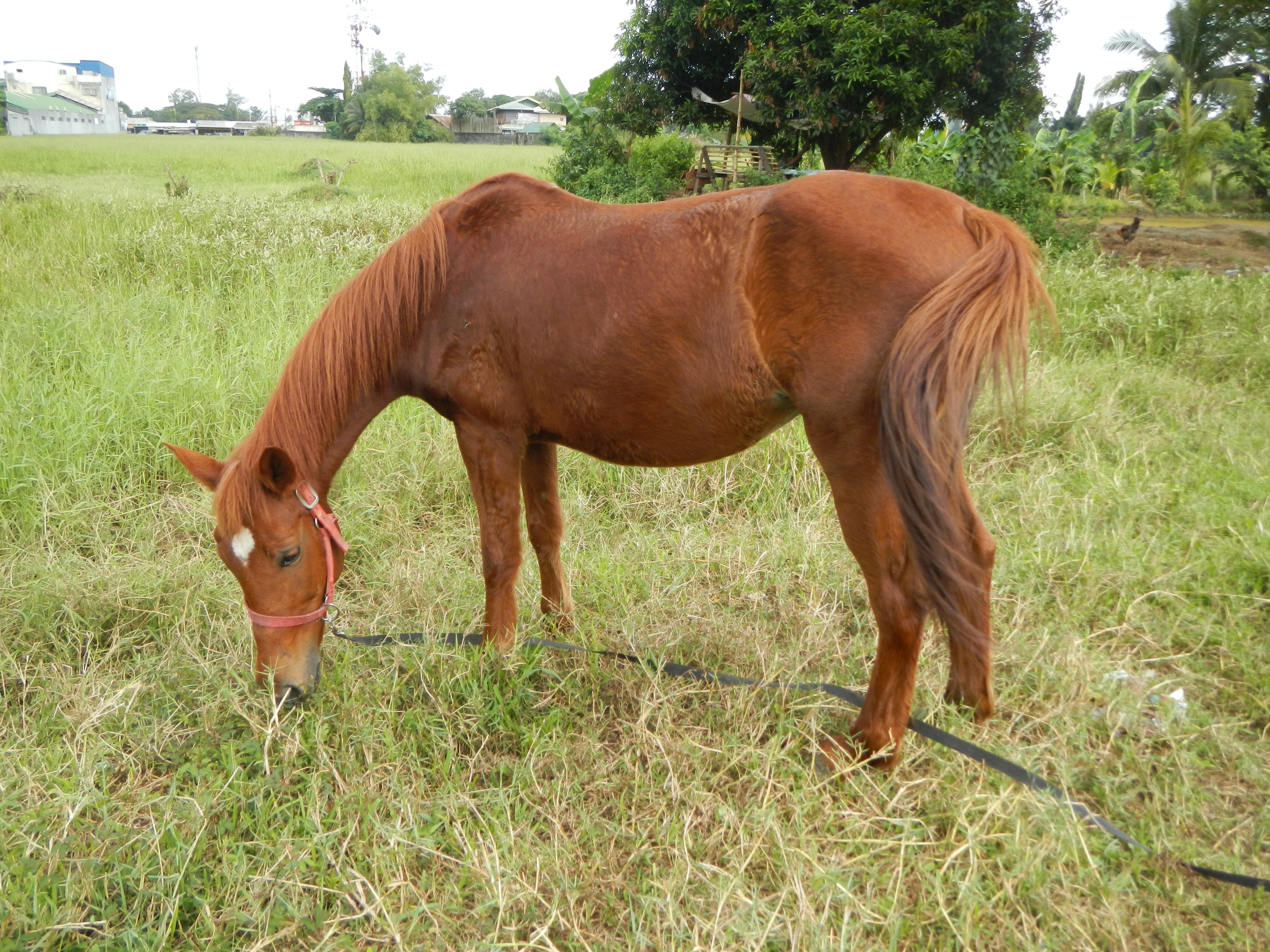
Một con hồng mã ở Philippines

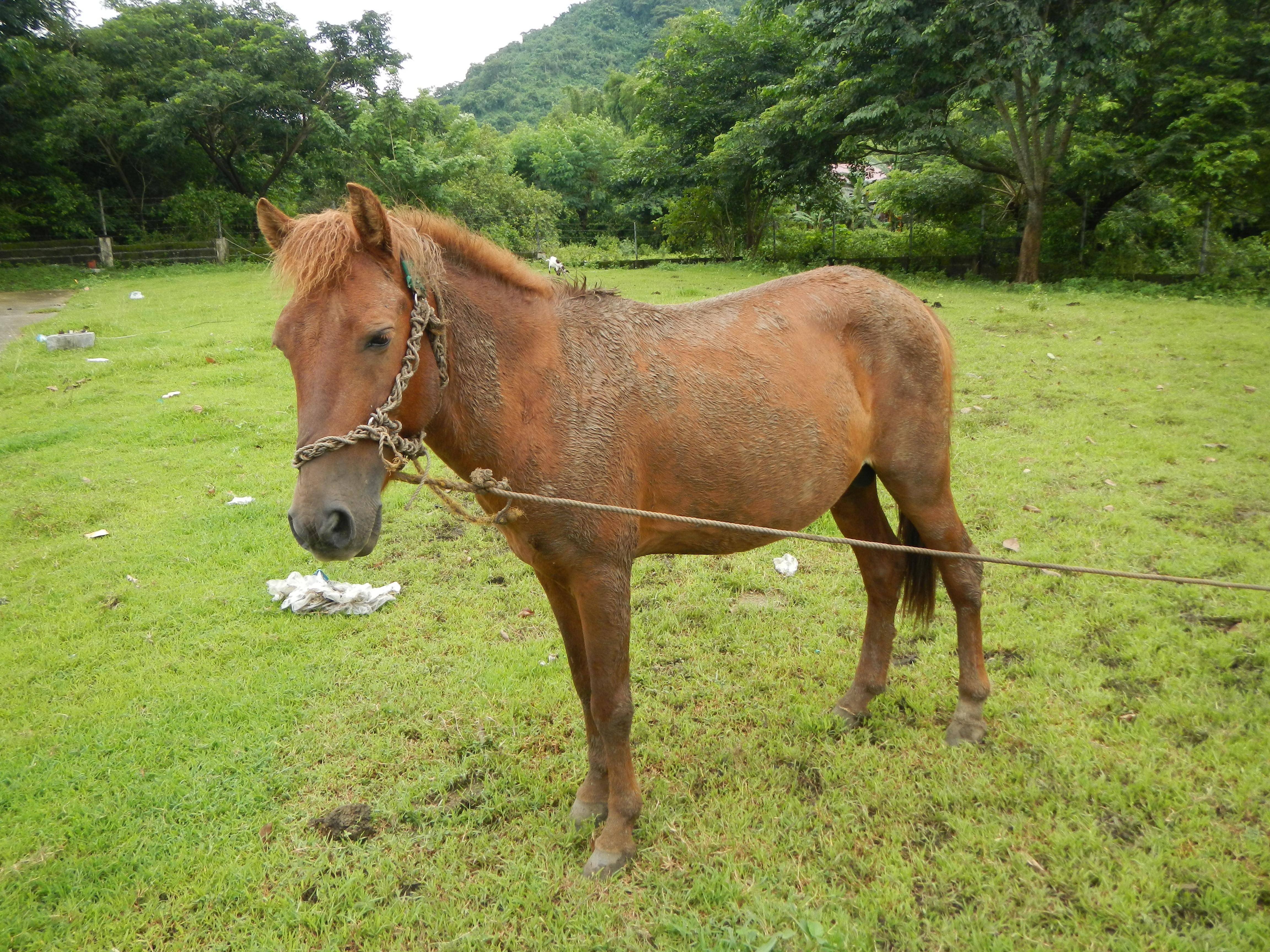

Ngựa hồng hay hồng mã hay còn gọi là ngựa lông hạt dẻ (Chestnut/Alezan) là những giống ngựa có sắc lông màu nâu hồng Đây là một trong những màu sắc cơ bản của các giống ngựa. Màu hồng hay màu hạt dẻ này có đặc trưng là lông có màu từ màu vàng chuyển sang đỏ nâu, đuôi và phần dưới tứ chi có màu sắc giống như vậy, nhưng nhạt hơn.
Gen chúng tạo ra sự đang dạng sắc màu trong thể loại ngựa này gồm ngựa hồng tía, vàng đậm nâu, nâu nhạt, hạt dẻ, sôcôla, sôcôla nhạt. Ngựa Hồng cũng chỉ về những cá thể ngựa có sắc lông hồng hào, chúng là một trong những biến thể lông phổ biến, sắc của chúng phổ quát theo dạng căn bản là đỏ. Ngựa hồng con được gọi là ngựa Tinh (như con Song Vĩ Tinh còn gọi là Song Vĩ Hồng là con ngựa hồng đuôi có hai sắc màu của Lý Thường Kiệt).

## Gam màu
Ngựa hồng gồm có:

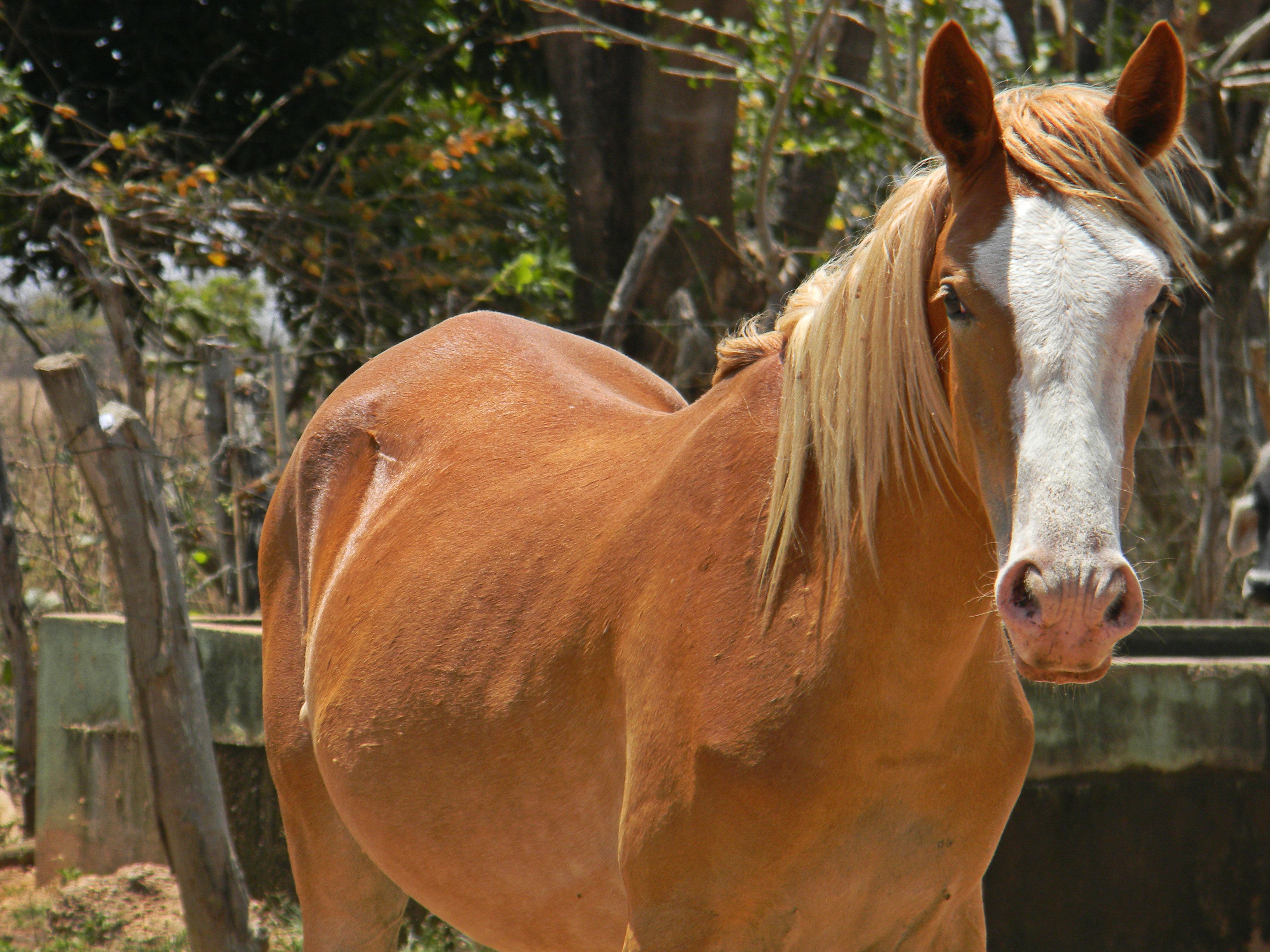
Một con hồng mã

- Ngựa hồng (tiêu chuẩn): Là những cá thể ngựa có sắc lông màu nâu hồng (Alezan). Ngựa hồng màu hồng tươi. Ngựa hồng cũng được ưa chuộng

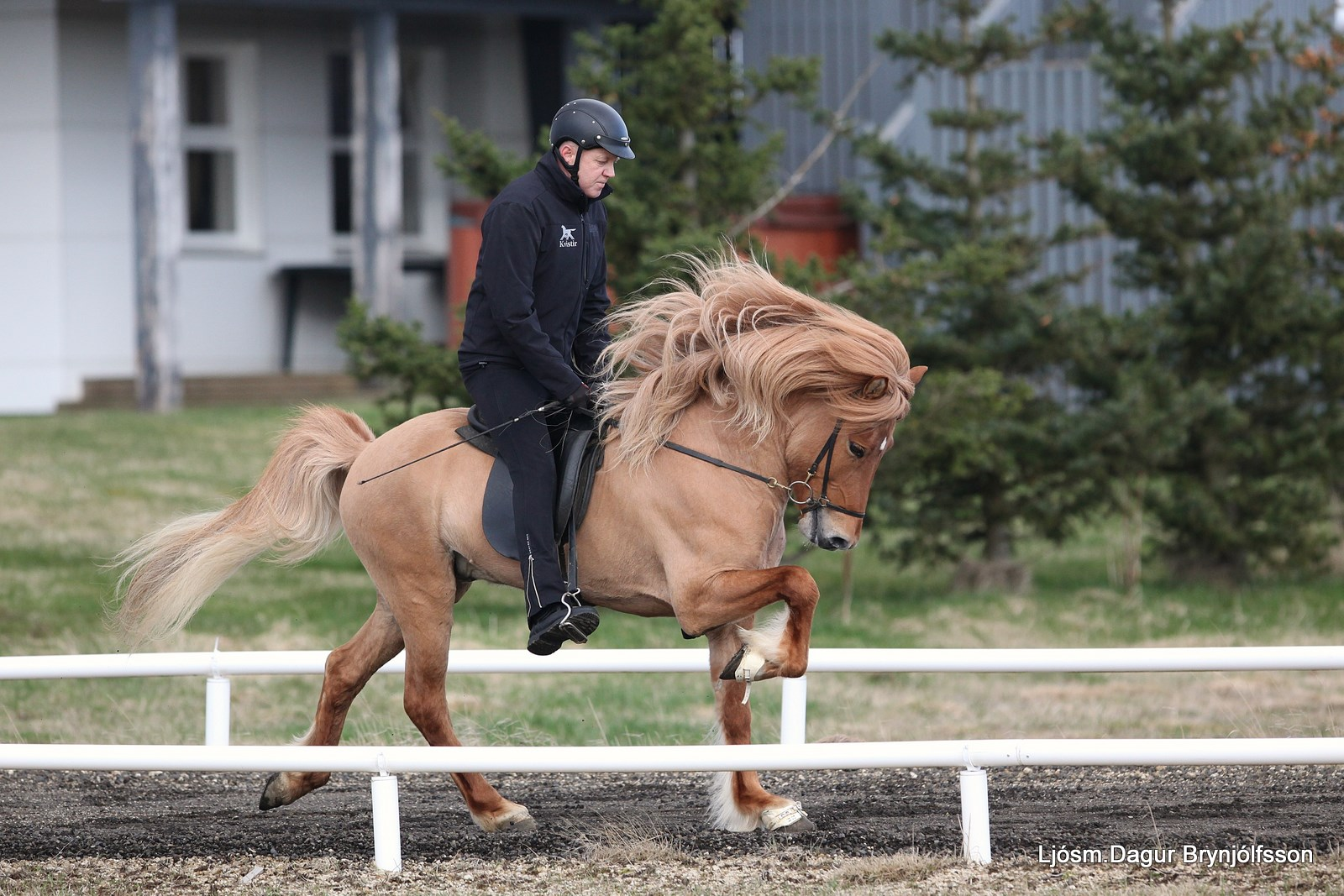
Ngựa hồng lợt

- Ngựa hồng lợt: Là những giống ngựa có sắc lông màu nâu hồng lợt hay hồng nhạt (Alezan Clair)

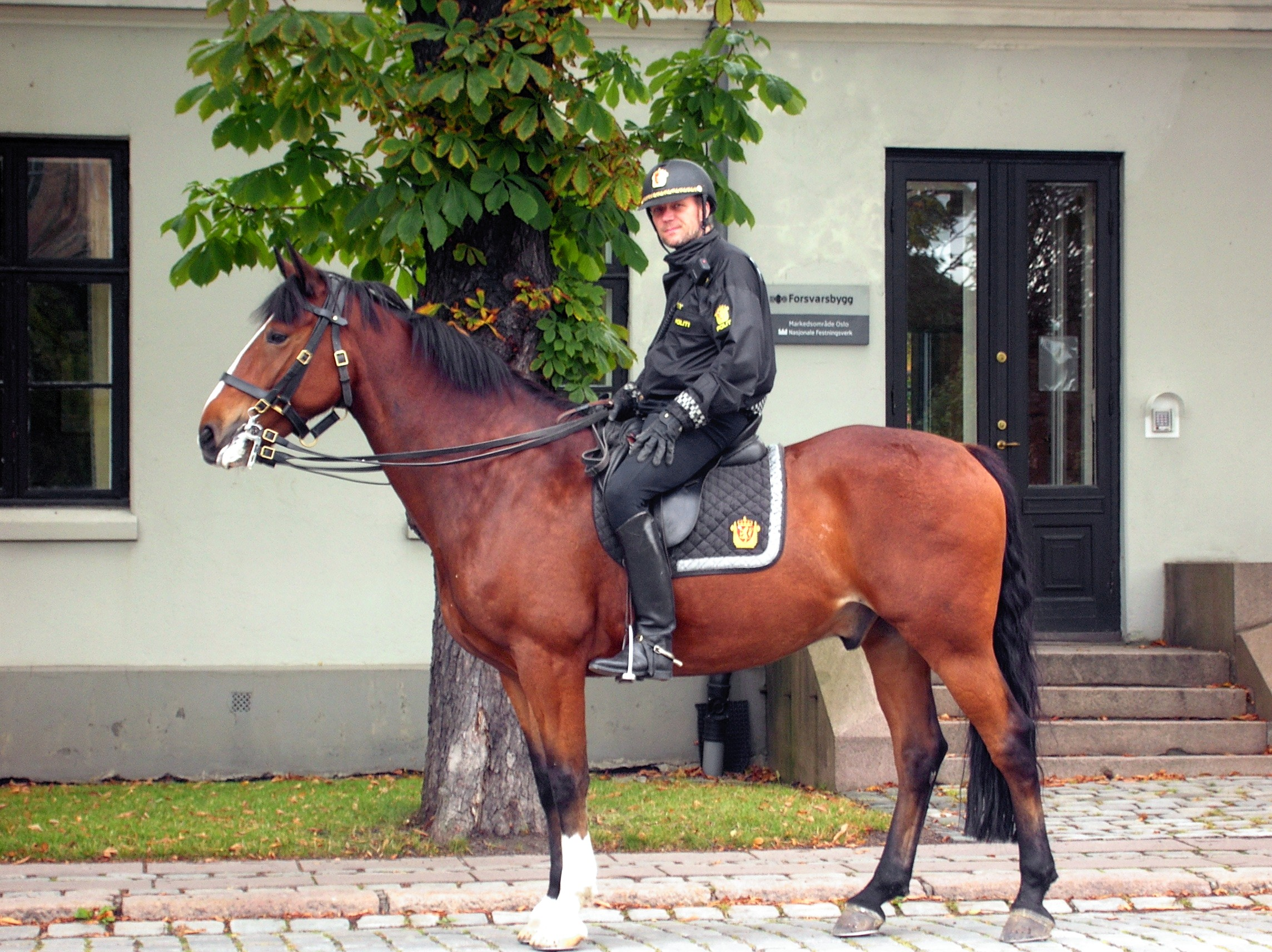
Ngựa hồng điều

- Ngựa hồng điều: Là những giống ngựa có sắc lông màu nâu hồng đỏ (Alezan Pourpre). Một số giống ngựa có thể mang màu Hồng Điều như ngựa Thuần chủng Ả-Rập–Thiên Mã) với sắc lông Ngựa Hồng-Điều hay ngựa Thuần Chủng Ả Rập, dòng Tây Ban Nha).

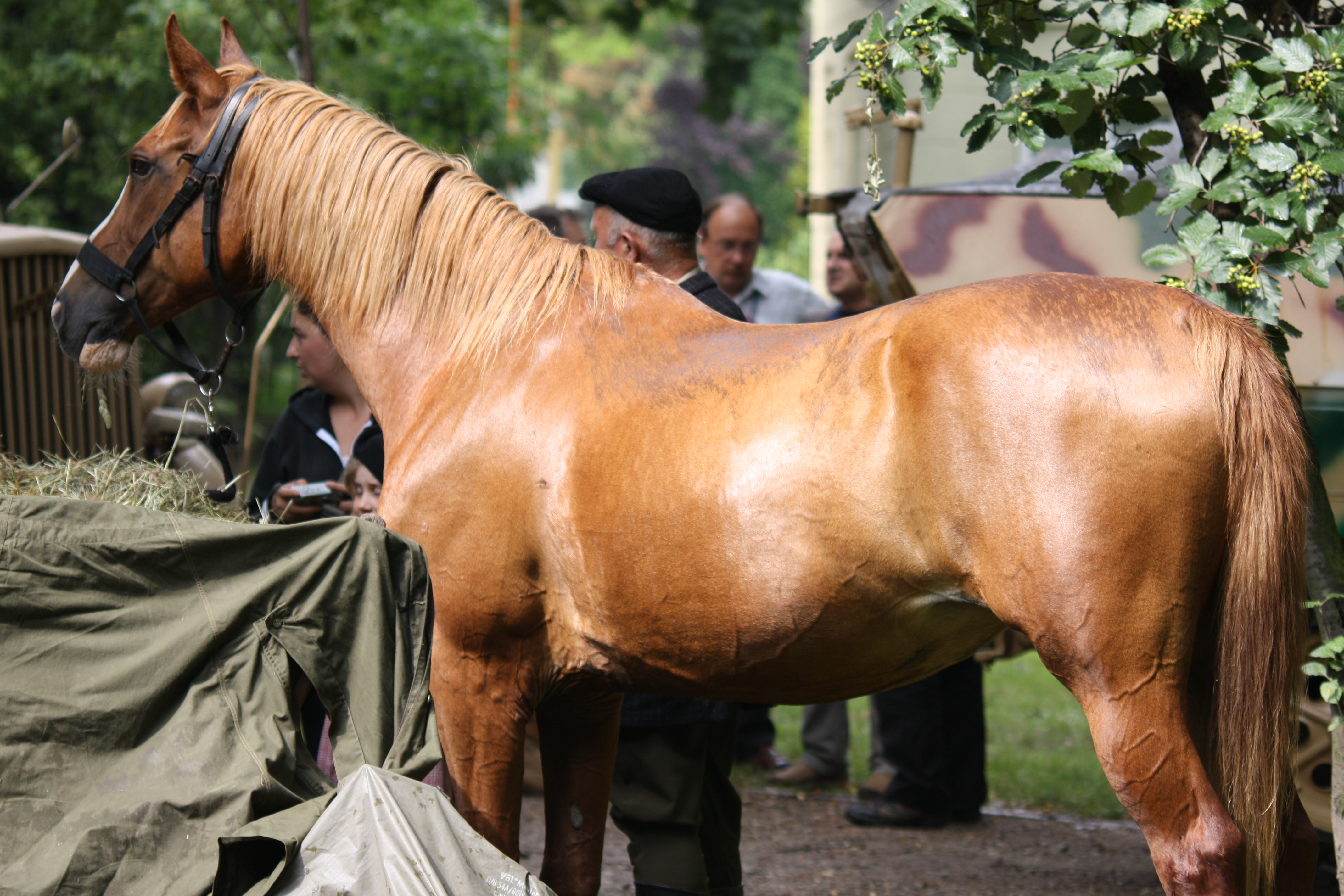
Ngựa hồng lão

- Ngựa hồng lão: Là giống ngựa có sắc lông màu nâu hồng ánh vàng (Alezan Doré). Một số giống ngựa mang sắc lông này như Thuần chủng Ả Rập, dòng Tây Ban Nha, Thuần chủng Ả Rập-Thiên Mã, tương truyền con ngựa Song Vỹ Hồng, của Lý Thường Kiệt cũng ở dạng này.

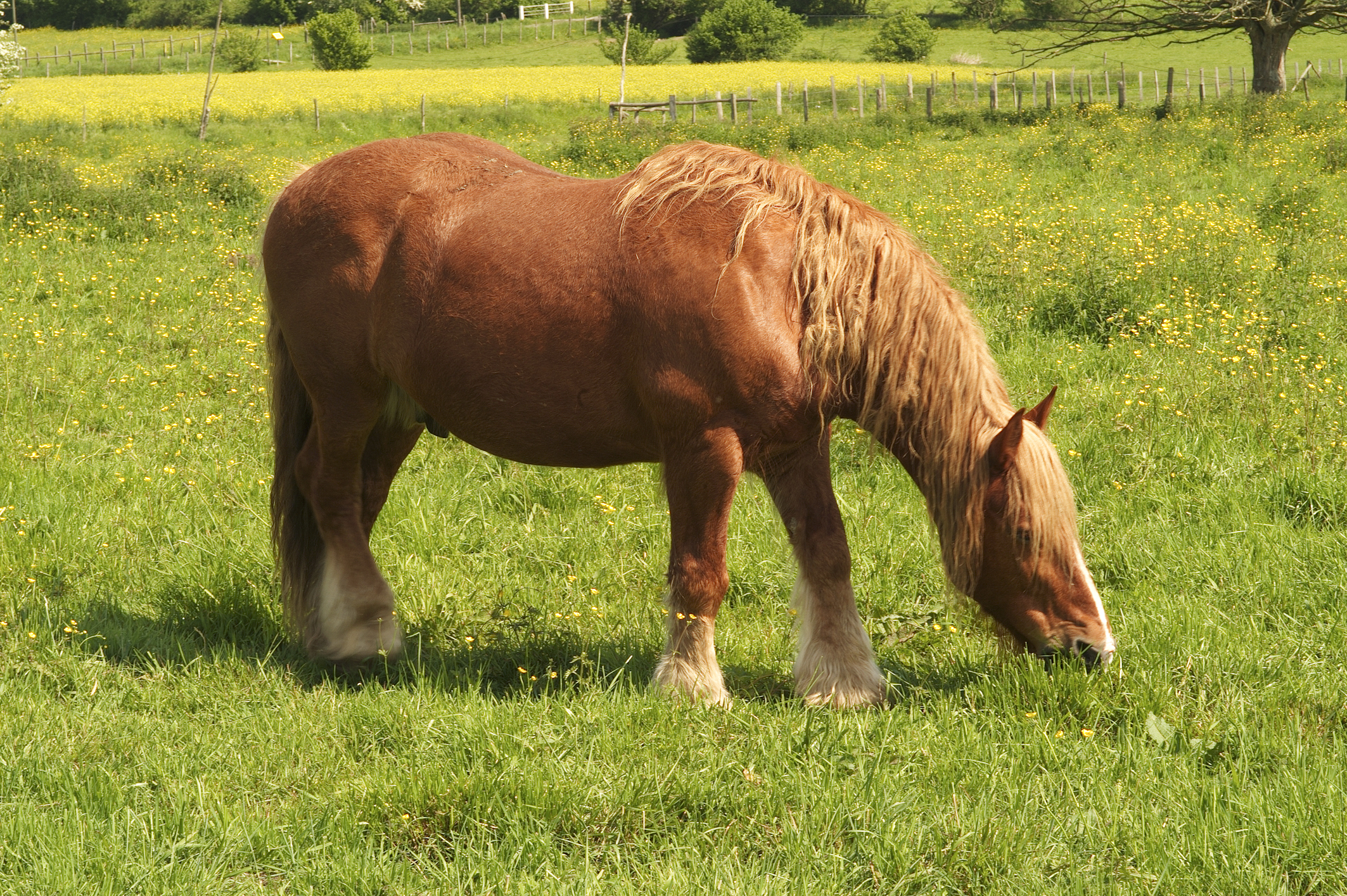
Một con ngựa hồng tía

- Ngựa hồng tía: Là giống ngựa có sắc lông màu nâu hồng ửng đỏ (Alezan Vif). Một số giống ngựa có màu lông này như Ngựa Thuần chủng Ả Rập–Thiên Mã).

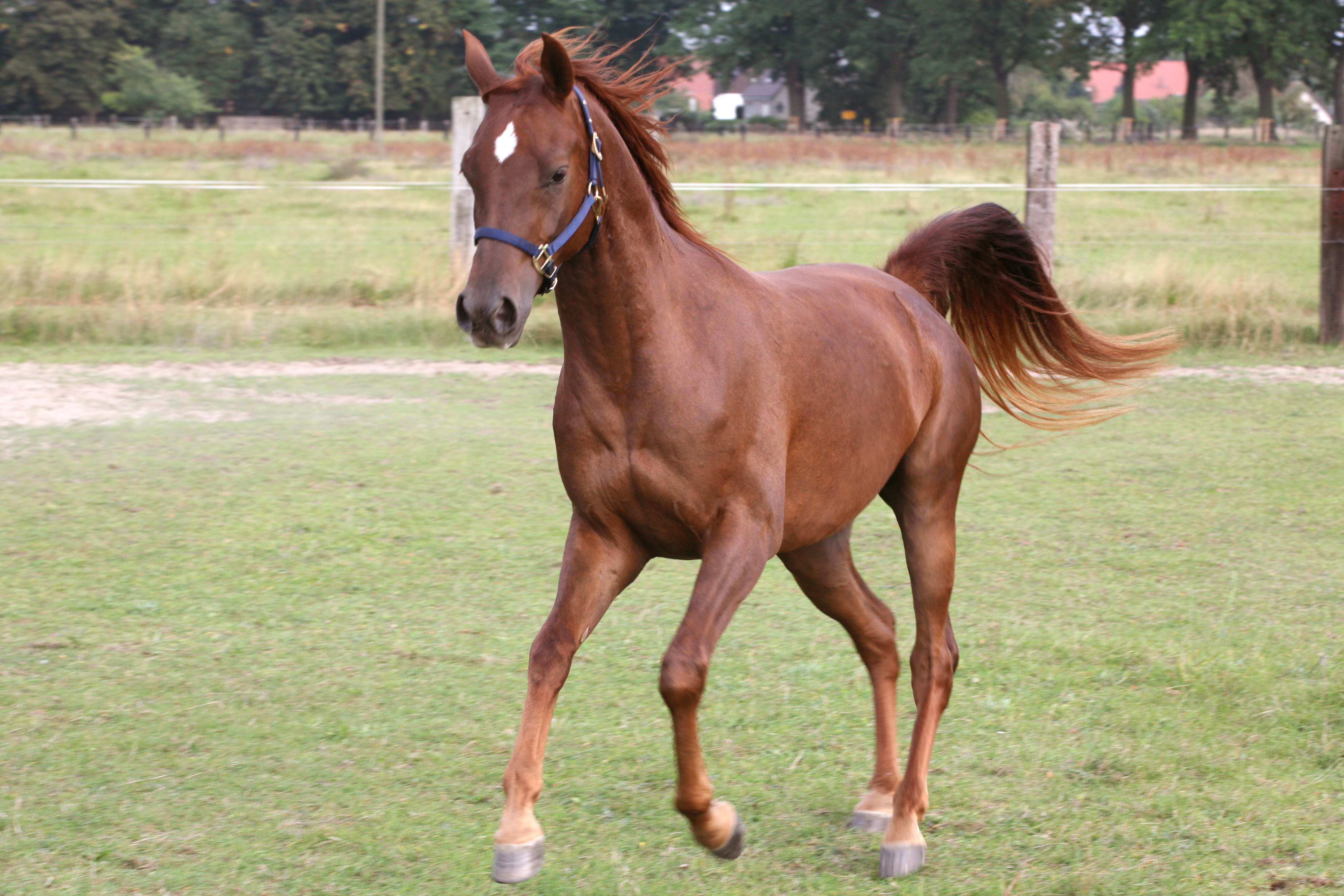
Ngựa hồng đính

- Ngựa hồng đính: Là những con ngựa sắc lông màu nâu hồng đậm (Alezan Brun). Một số giống ngựa có sắc lông này như Ngựa Lusitano của Bồ Đào Nha hay ngựa Thuần Chủng Ả Rập, dòng Tây Ban Nha).

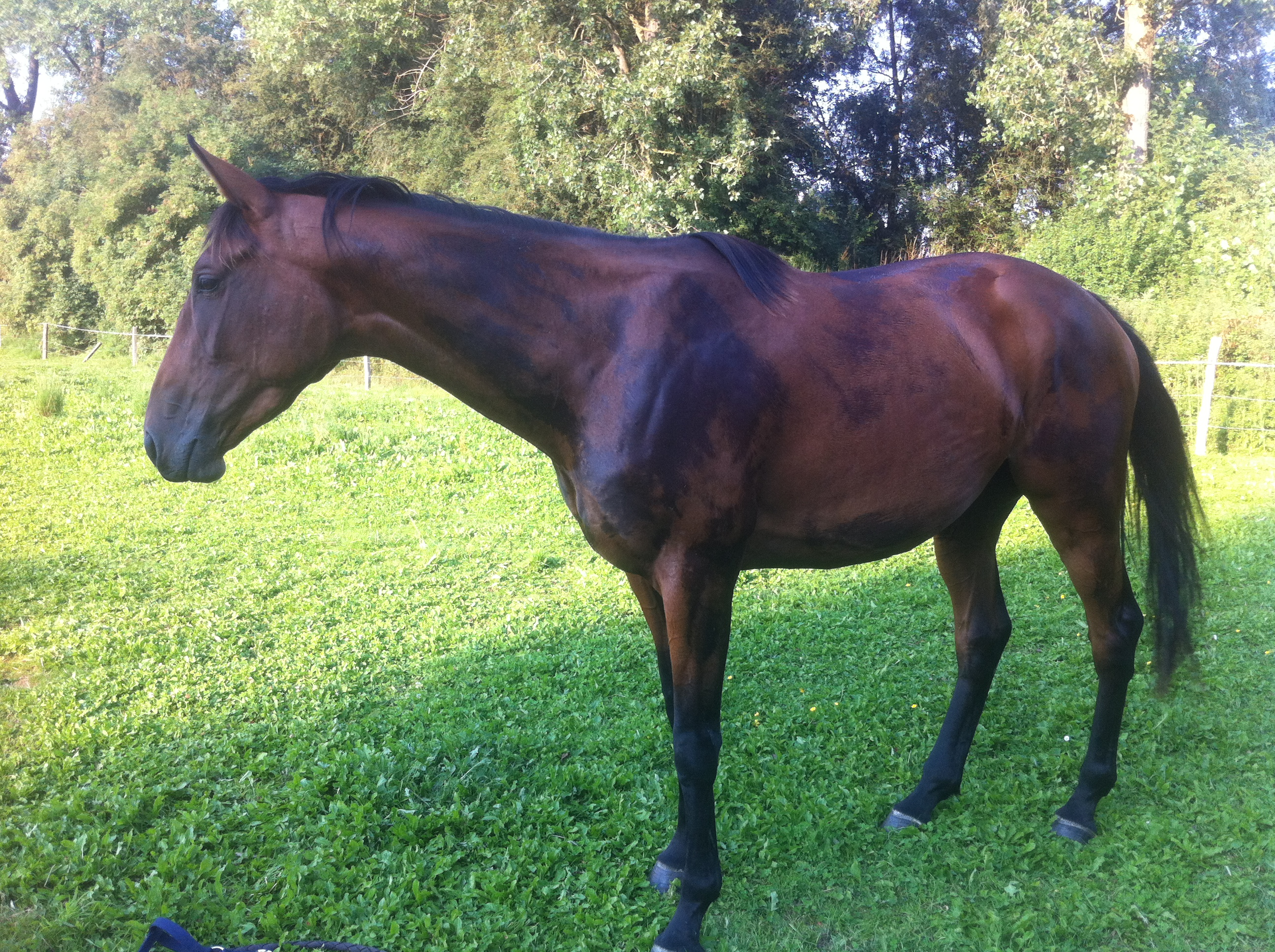
Ngựa hồng cháy

- Ngựa hồng cháy (hay còn gọi là ngựa Hồng Đinh): Là những giống ngựa sắc lông màu nâu hồng xẩm Đen (Alezan Brûlé); Ngựa Hồng Cháy Đuôi Hai Màu (còn gọi là Song Vỹ Hồng). Một số giống ngựa mang sắc lông này như giống ngựa Thuần chủng Ả-Rập -Thiên-Mã

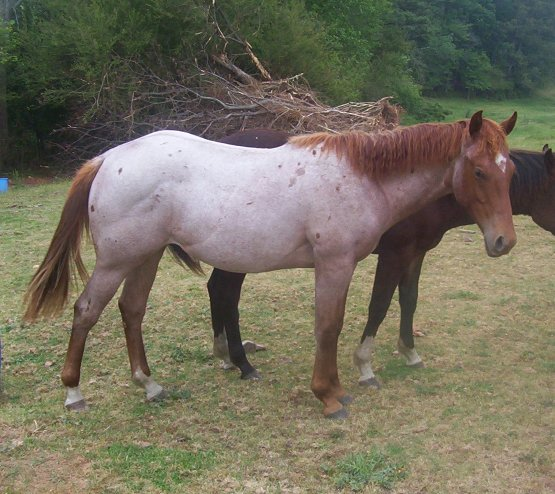
Ngựa hồng mốc

- Ngựa hồng mốc: Là giống ngựa có sắc lông màu nâu hồng pha sắc trắng mốc (Alezan Rabicano). Một số giống ngựa có mày này như ngựa Thuần chủng Ả Rập-Thiên-Mã

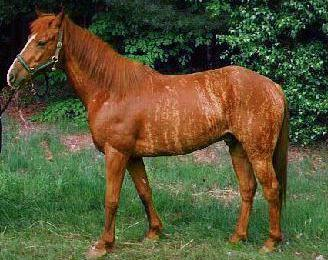
Ngựa hồng quy (vện)

- Ngựa hồng quy: Là giống ngựa có sắc lông màu nâu hồng có những lằn sọc trắng hay đen hay vện (Alezan Bringé).

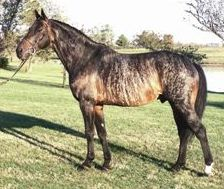
Ngựa hồng quy (vện) loại quý hiếm

- Ngựa hồng quy: Có giống loại rất hiếm quý và loại thông thường  

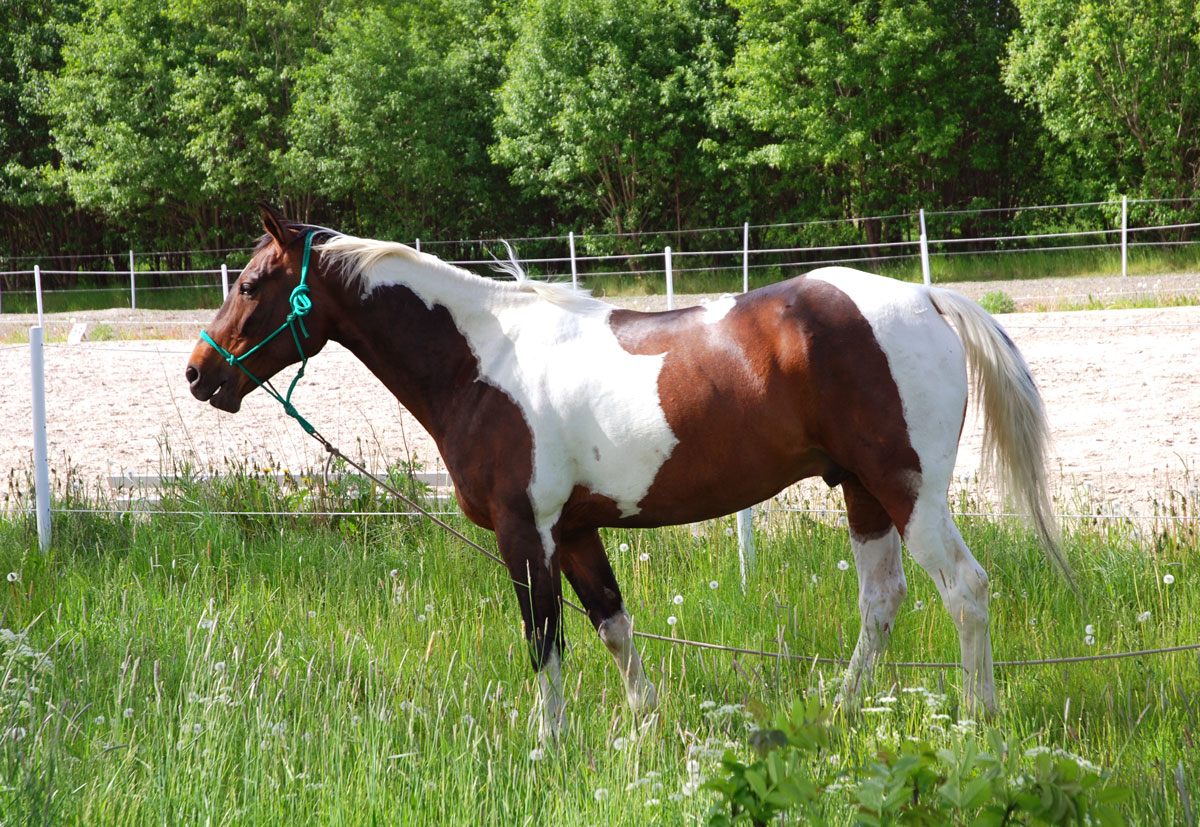
Một con ngựa hồng chuy

- Ngựa hồng chuy: Là giống ngựa có sắc lông Trắng và sắc lông màu nâu hồng (Alezan Pie); Ngựa Hồng Chuy có thể được tìm thấy ở các giống ngựa Appaloosa của Mỹ Quốc. Và một cá thể ngựa của vua Càn Long nhà Thanh qua bức tranh vẽ của Giuseppe Castiglione có tên Hán là: Lang Thế Ninh/郎世寧 (1688–1766)
- Ngựa hởi cụ thể là ngựa hởi đồng là ngựa đã có pha một chút hồng, chót chân đen. Là những con ngựa sắc lông trắng vàng ánh đồng, bốn móng chân màu đen Dân quê ưa ngựa hởi.

## Ngựa hồng nổi tiếng

### Tứ mã khải huyền

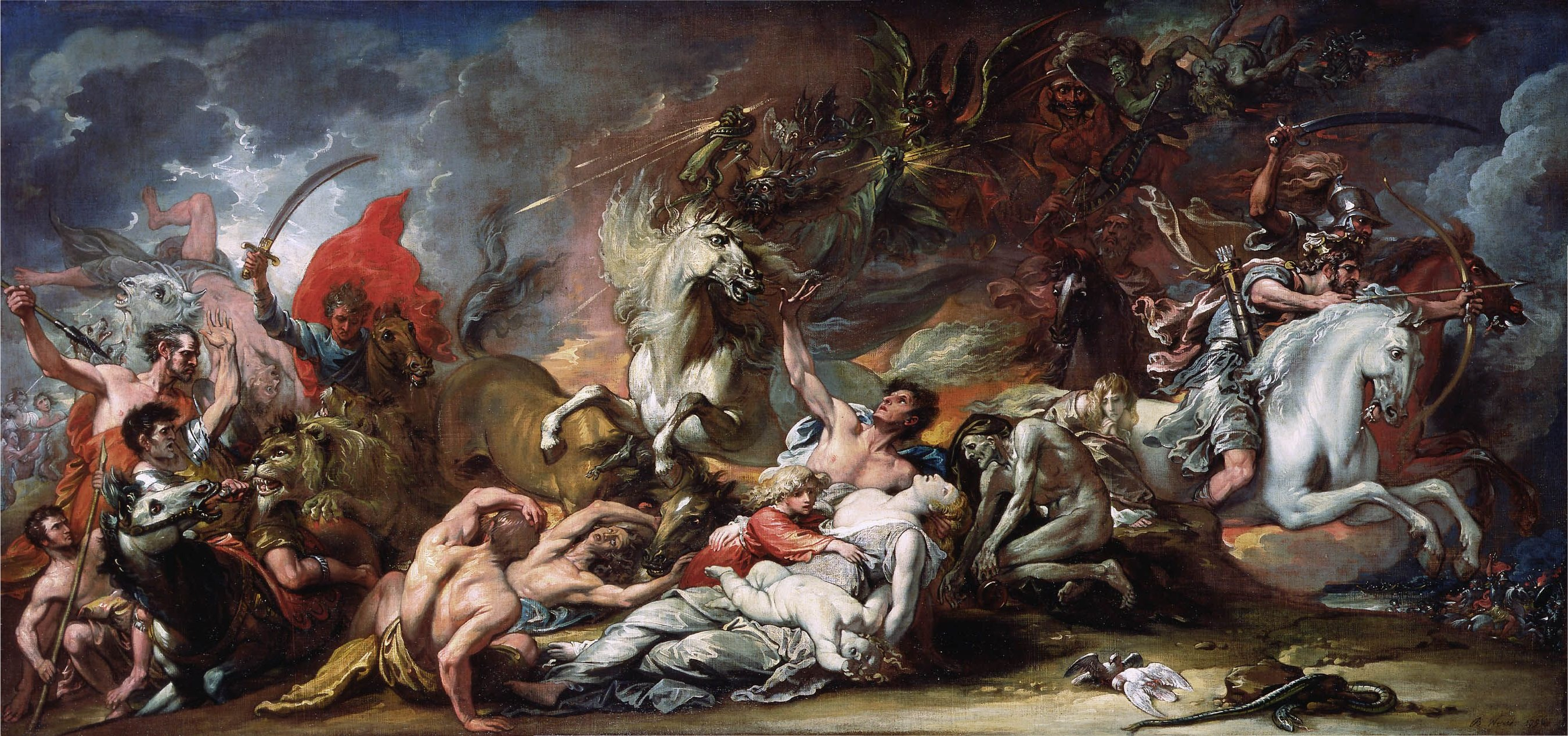
Tứ mã Khải Huyền

Tứ mã trong Sách Khải huyền của Thần thoại Kito giáo. Chúng là biểu tượng của Sự chinh phục, Chiến tranh, Nạn đói và Cái chết. Bốn con ngựa được nhắc đến trong Sách Khải huyền của Kito giáo như Phán xét cuối cùng về ngày tận thế. Chúng có màu sắc riêng biệt lần lượt là trắng, đỏ (hồng), đen và xanh xám hoặc xanh lá cây ánh vàng. Những con ngựa này trở thành nhân vật trung tâm trong Thuyết Mạt thế trong gần một thiên niên kỷ, đồng thời được biết đến là nhà tiên tri của tự nhiên. 

### Ngựa chín hồng mao
Ngựa chín hồng mao (con ngựa có chín cái bờm lông màu hồng) là con ngựa lễ vật của Sơn Tinh, gồm một cặp ngựa chín hồng mao với cặp voi chín ngà, gà chín cựa. Có ý kiến cho rằng ngựa chín hồng mao chắc chắn là có thật, chỉ có điều đó là những sản vật quý giá hiếm có khó tìm. Dấu chân ngựa chín hồng mao thoảng nhẹ trong màn sương huyền ảo của truyên thuyết. Ở loài ngựa, hồng mao là một dải lông dài mọc liên tục trên cổ của chúng và hoàn toàn không có dấu hiệu của sự phân chia thành các mảng riêng lẻ.
Ý kiến cho rằng bờm ngựa có chín loại màu sắc cũng hoàn toàn vô lý vì trong quan niệm của người Việt từ ngàn xưa, màu sắc được phân biệt thành năm màu tương ứng với ngũ hành, tương tựa trong âm nhạc cũng chỉ có ngũ cung. Ngựa chín hồng mao là con ngựa có đúng chín cái lông màu đỏ trong cả cái bộ lông của nó, bộ lông này có thể có màu trắng, màu đen, màu vàng, màu hung nhưng không thể là màu đỏ vì nếu bộ lông của nó có màu đỏ thì đó đã là con ngựa hồng mao chứ không còn là ngựa chín hồng mao.
Nếu thấy có một con ngựa hồng mao thật xuất hiện thì con ngựa này cũng không phải là con ngựa hồng mao vì ngựa hồng mao phải là ngựa hay ngựa giỏi được thư tịch ghi nhận chứ chủ yếu không phải là con ngựa có bộ lông màu đỏ, ngựa hồng mao là ngựa hay, ngựa giỏi chứ không chỉ đơn giản là con ngựa có bộ lông màu đỏ, càng không phải là ngựa chín hồng mao.

### Ngựa Xích Thố

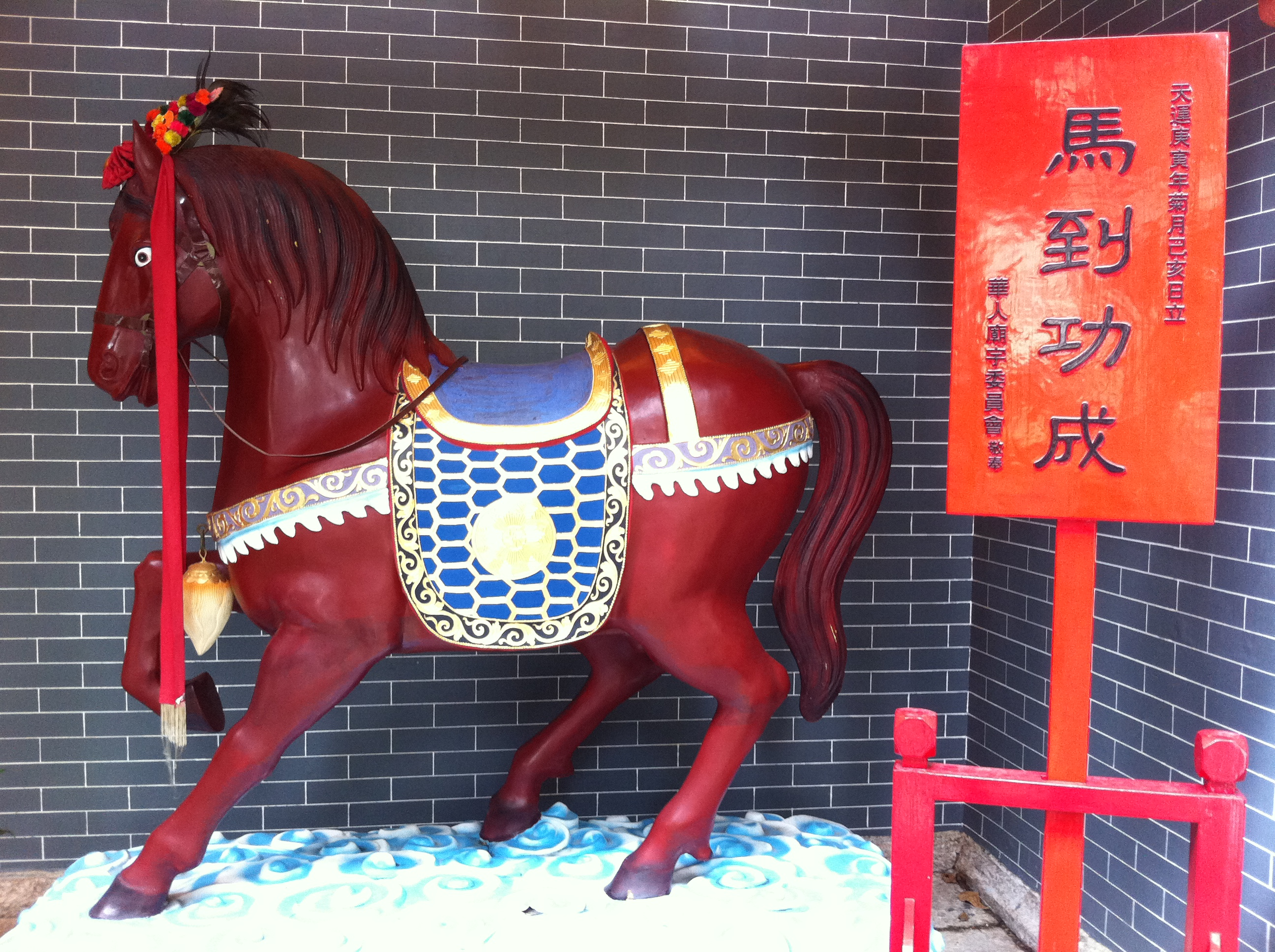
Tượng ngựa Xích Thố tại Đài Loan

Ngựa Xích Thố là con ngựa nổi tiếng bậc nhất thời Tam Quốc. Con ngựa này dài một trượng, cao tám thước, màu đỏ rực như lửa, tuyệt không có một sợi lông tạp, ngày đi ngàn dặm, trèo non vượt suối dễ dàng. Những miêu tả về Xích Thố qua nhiều đời đã mang đậm màu sắc thần thoại với nhiều ước lệ mà người Trung Quốc gắn cho con ngựa thần: Mình ngựa Xích Thố dài một trượng, cao tám thước, lông đỏ rực, ngày đi ngàn dặm, trèo đèo lội suối như đi trên đồng bằng.
Người ta thường nói "Nhân trung Lã Bố, mã trung Xích Thố" (Người có Lã Bố, ngựa có Xích Thố) để tôn vinh hai cực phẩm nhân gian này. Xích Thố được xem như một trong những "thần mã" (ngựa thần) của lịch sử Trung Quốc. Ngựa Xích Thố được người đời sau nhắc đến như một thần mã, bởi nó không chỉ là tuấn mã mà còn biết sống có nghĩa có tình, trung thành với chủ. Con ngựa này ban đầu là của Đổng Trác nhưng sau được Lữ Bố sử dụng và cuối cùng là Quan Vũ, dù Phan Chương sau này bắt được nhưng nó không phục mà nhịn ăn đến chết,

### Song Vĩ Hồng

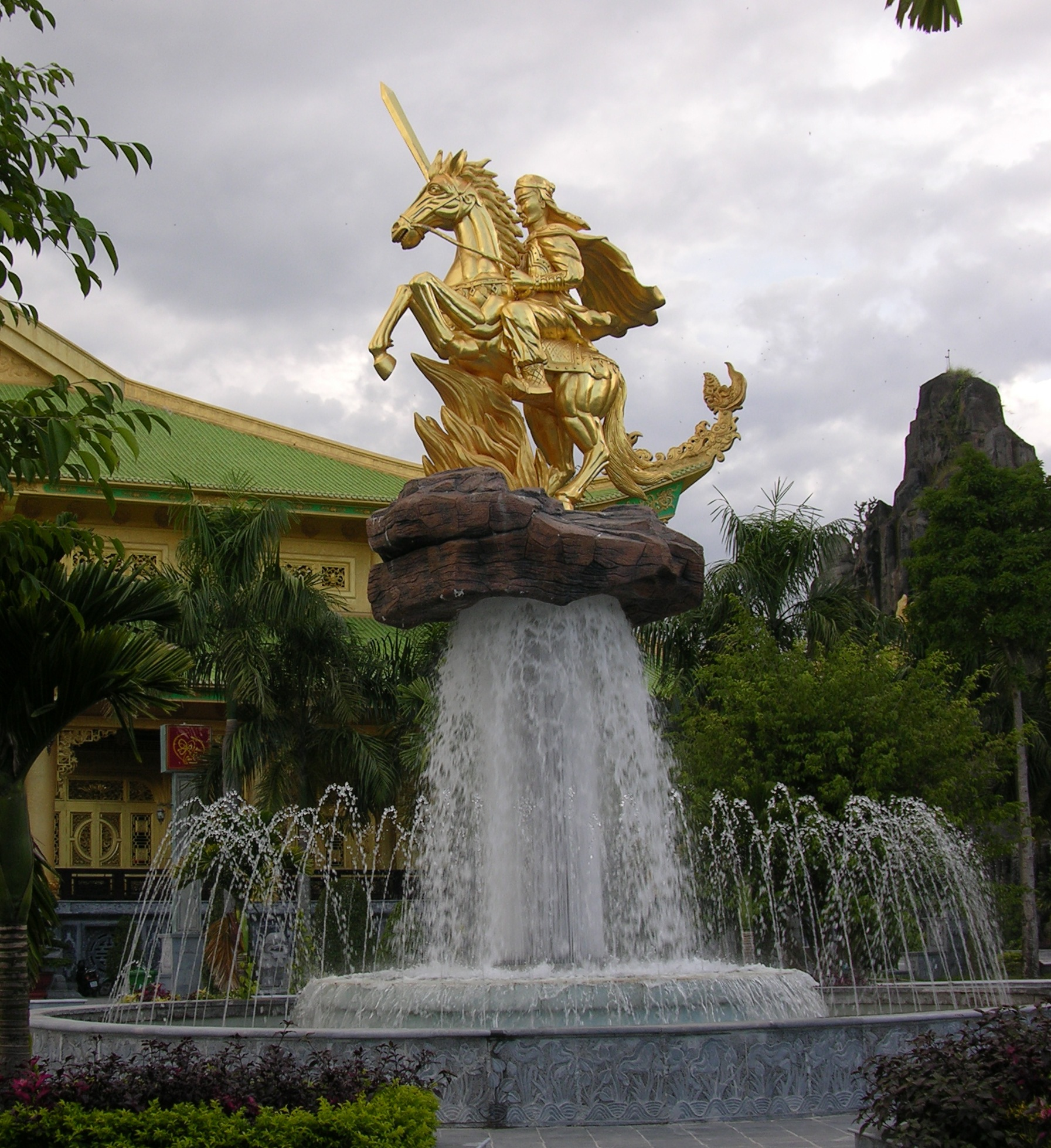
Tượng Lý Thường Kiệt cưỡi ngựa Song Vĩ Hồng tại Khu du lịch Đại Nam

Song Vỹ Hồng hay Song Vỹ Tinh là chiến mã có bộ lông hồng với đuôi dài có hai màu, hồng một bên và trắng một bên. Khi nó cất vó phi, trông như con thần mã có hai đuôi, nên được gọi là Song Vỹ Hồng, nghĩa là ngựa hồng hai đuôi. Song Vỹ Hồng là con ngựa chiến cùng Lý Thường Kiệt bình Chiêm, phá Tống. Sử sách không ghi rõ công lao của con chiến mã này. Đó là trường hợp ngựa hay gặp tướng giỏi, cả hai cùng làm nên lịch sử.

### Xích Kỳ
Xích kỳ sống vào thế kỉ XVIII, ở đất Việt xuất hiện ngựa Xích Kỳ của tướng quân Nguyễn Văn Tuyết, nó là một trong Tây Sơn ngũ thần mã. Ngựa có lông đỏ tía, kỳ và lông đuôi dài màu đen huyền. Đây vốn là dòng ngựa từ Bắc quốc, ngày đi vạn dặm không đổ mồ hôi, chạy nhanh như gió. Xích Kỳ vốn của chúa Nguyễn Phúc Khoát được nước Cao Miên hay Chân Lạp (Campuchia) tặng làm cống vật. Chúa Nguyễn rất yêu thích nhưng trong chuyến tuần du phương Nam, đến Quy Nhơn thì bị Nguyễn Văn Tuyết vào chuồng cướp.
Một mình một ngựa, Tuyết đang đêm phi thẳng lên Kiên Mỹ phò tá Nguyễn Nhạc, ghi nhiều công lớn. Năm 1788, trên lưng Xích Kỳ, từ Thăng Long xa xôi, Nguyễn Văn Tuyết vẫn kịp về Phú Xuân cấp báo tình hình quân Thanh tràn vào kinh thành. Năm 1802, thành Thăng Long bị tấn công, Đại Đô đốc Nguyễn Văn Tuyết cùng vợ hộ giá vua Bửu Hưng cùng cung quyến qua sông Nhị Hà lên phương Bắc. Đến Xương Giang bị vây. Như hai người bằng hữu vào sinh ra tử, Xích Kỳ cùng với Đô Đốc Tuyết xông pha giữa muôn quân rồi cùng trúng đạn tử trận.

### Hồng Lư
Hồng Lư (con lừa hồng) hay còn gọi là Huyết hãn bảo câu, thần mã dưới trướng tướng quân Lý Văn Bưu, là một trong Tây Sơn ngũ thần mã. Lông ngựa là sắc nâu–hồng ánh vàng, và mang dị tướng: Đầu giống đầu lừa, mình ốm o như đói cỏ, bốn chân cao lỏng chỏng như chân nai. Ưu điểm của giống ngựa này là sự bền bỉ và tinh nhanh. Khi lâm trận không cần chủ điều khiển, ngựa tự biết tiến lui theo ý chủ. Chỉ một nhịp nhẹ của đôi chân Hồng Lư biết lao như tên bắn, bay theo quân địch đang tìm đường trốn chạy. Hồng Lư biết vượt qua chướng ngại vật để chặn đầu ngựa địch, để cho chủ xử lý địch thủ một cách gọn gàng. Trừ các con thần mã kể trên thì những con ngựa khác đều khiếp sợ Hồng Lư. Chỉ cần một tiếng hí của Hồng Lư, các con ngựa xung quanh đều cụp tai, cúp đuôi hoặc lồng lên cắm đầu bỏ chạy. Tính nết Hồng Lư được xếp vào dạng "ương" và "hoang", đi, chạy hay nghỉ đều rất tùy ý.
Ngoài Lý Văn Bưu, không ai có thể điều khiển được Hồng Lư. Cách điều khiển ngựa cũng khác lạ, ông ta không bao giờ dùng yên cương. Ông sử dụng đôi chân, bắp vế, ống chân, thậm chí là gót chân, giống cách dân da đỏ ở Châu Mỹ ra lệnh cho ngựa. Với sự giúp sức của Hồng Lư mà chủ nhân đã tổ chức được một đoàn kỵ mã cho nhà Tây Sơn. Cũng nhờ sự góp mặt của Hồng Lư trong đoàn kỵ mã, đoàn ngựa chẳng những không khiếp sợ đội quân voi của bà Bùi Thị Xuân mà còn phối hợp ăn ý trước kẻ địch. Hồng Lư luôn luôn xông pha cùng Lý Văn Bưu trong mọi cuộc chiến. Hồng Lư cũng được tham gia trận đánh ở Nhân Mục Thanh Trì và đồn Khương Thượng. Khi Lý Văn Bưu giã quan trường và binh nghiệp. Hồng Lư theo ông trở về với cuộc sống thiên nhiên.

### Tiểu hồng mã

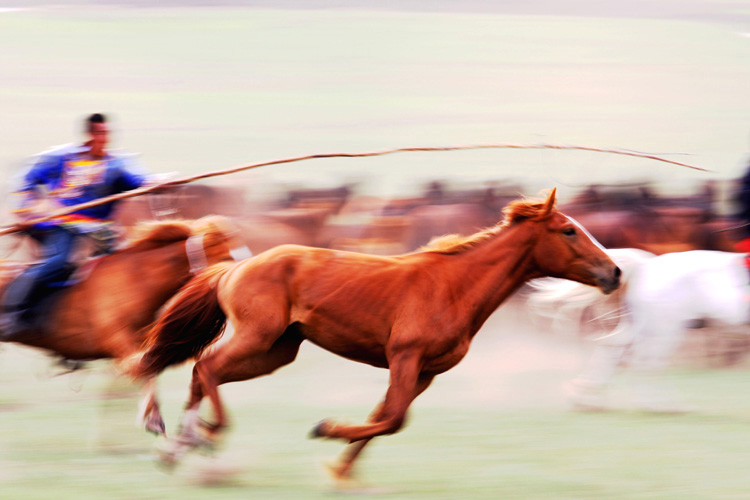
Một con tiểu hồng mã thuộc giống ngựa Mông Cổ

Là con ngựa của Quách Tĩnh trong tiểu thuyết của Kim Dung, nó phục vụ cho Quách Tĩnh từ khi ở Mông Cổ cho đến khi Quách Tĩnh theo Tống chống Mông Cổ. Về lai lịch của con hồng mã này không biết ở hang cùng núi thẳm nào ra đây. Nó được khắc họa là một con ngựa hồng nhỏ toàn thân lông đỏ như máu và đổ mô hôi máu giống như là một con hãn huyết mã. Ngựa hay ở Mông Cổ tuy nhiều nhưng cũng ít con bằng được nhưng so với con tiểu hồng mã này.
Nó xuất hiện ban đầu khi xông thẳng vào bầy ngựa cắn đá túi bụi, lại nhanh như chớp xông vào bầy ngựa gây náo loạn, sau đó con hồng mã ấy phi mau như gió, trong khoảnh khắc nó đã chạy xa tít, đứng cách mấy mươi trượng giậm vó hí dài, tựa hồ vô cùng đắc ý. Người ta bắn tên thì con ngựa ấy vô cùng nhanh nhẹn, đợi tên bay gần tới chợt quay ngoắt qua một bên, thân pháp cực mau. Thoáng cái chỉ thấy xa xa ánh hồng chớp lên, con ngựa hồng lại phóng như bay về phía bắc không thấy bóng dáng.
Kim Dung còn mô tả cảnh Quách Tĩnh thuần phục ngựa hồng mã, Quách Tĩnh tay trái nắm cứng đám lông bờm trên gáy con tiểu hồng mã. Con hồng mã hoảng sợ càng phi nhanh, thân hình bị kéo đi như bay trên không nhưng ngón tay vẫn nắm chắc bờm ngựa không buông. Quách Tỉnh ngồi lên lưng ngựa phóng ngược trở lại Con tiểu hồng mã ấy lúc thì đứng thẳng giơ hai chân trước lên, lúc thì tung vó sau đá mạnh, lồng lộn như bị ma ám nhưng vẫn không hất được vật trên lưng. Con tiểu hồng mã lồng lên cắn đá vòng quanh bãi cỏ hơn một giờ mà khí thế càng lúc càng mạnh.
Quách Tĩnh bám cứng vào lưng ngựa như bị dây buộc chặt lên đó, cứ theo lưng ngựa nhô lên hụp xuống không hề rơi xuống. Phàm là tuấn mã ắt có tính bướng, nhưng sau khi bị chế phục nhất định sẽ trung thành kính sợ chủ nhân suốt đời, nếu đông người hợp lực đối phó thì nó thà chết cũng không chịu khuất phục. Quách Tĩnh bị con tiểu hồng mã quần tới mức toàn thân ướt đẫm mồ hôi, đột nhiên đưa cánh tay phải luồn xuống cổ ngựa, hai tay ôm chặt siết chặt, con tiểu hồng mã lồng lên cắn đá nhưng giãy ra không được, cuối cùng không thở được nữa, không sao chịu nổi, đột nhiên đứng yên bất động. Con tiểu hồng mã thè lưỡi liếm mu bàn tay dáng vẻ mười phần thân thiết.